# Vuze
Vuze (sprich engl. views; bis 2008: Azureus) ist ein freies Filesharingprogramm für das BitTorrent-Protokoll.
Die Anwendung wurde im Juni 2003 unter dem Namen Azureus auf SourceForge veröffentlicht. Mit der Version 3.1.0.0 vom 16. Juni 2008 wurde sie in Vuze umbenannt. Vuze ist in Java geschrieben und unterstützt daher Windows, Linux, Unix, macOS und prinzipiell jede Plattform, für die Java verfügbar ist. Für die Darstellung der grafischen Benutzeroberfläche (engl.: GUI – graphical user interface) wurde jedoch die SWT-Bibliothek benutzt, was die Lauffähigkeit auf diejenigen Betriebssysteme beschränkt, für die SWT verfügbar ist. Vuze ist einer der umfangreichsten BitTorrent-Clients, beansprucht allerdings auch vergleichsweise viele Ressourcen.

## Funktionen
Während ein Torrent (gewünschte (Ziel-)Datei, nicht zu verwechseln mit der „.torrent“-(Steuer-)Datei) heruntergeladen wird, kann u. a. folgendes beobachtet werden:
- welche Dateien heruntergeladen werden und wurden
- die Anzahl der Seeds (vollständige Quellen) und Peers (unvollständige Quellen) sowie die daraus errechnete Verfügbarkeit
- welcher Prozentsatz eines Torrents bereits übertragen wurde sowie die Anzahl verfügbarer und noch fehlender Teilstücke davon
- von wem heruntergeladen wird, die Sende- und Empfangsdatenrate seines Tauschpartners, seine IP-Adresse samt Port, verwendeter Client sowie weitere Optionen, falls man selbst Super-Seed ist
- die eigenen Sende- und Empfangsraten, die verbleibende Restzeit, Datei- und Trackerinformationen
- die durchschnittliche Schwarm-Geschwindigkeit (gut zum Vergleichen mit der eigenen Empfangsrate)

Über das „Plugins“-Menü ist es sehr einfach möglich, zusätzliche Plugins zu installieren und damit den Funktionsumfang von Vuze zu erweitern. Beliebt sind zum Beispiel SafePeer und Country Locator. Eine wichtige Funktionserweiterung ist durch das Nodezilla-Plugin möglich, dies erlaubt durch Zugriff auf das „Nodezilla Grid Network“, „.torrent“-Dateien ohne vorherige Veröffentlichung auf Webseiten zu verbreiten. Ein experimentelles Plugin namens „Ono“ der Aqualabs der Northwestern University analysiert die Netzwerktopographie und versucht durch intelligente Auswahl geographisch benachbarter Knoten, die Geschwindigkeitsausbeute zu erhöhen. Eine Modifikation des Azureus-Clients namens BitTyrant einer Arbeitsgruppe der University of Washington versucht die Effizienz und Tauschgerechtigkeit durch strategische Bevorzugung von Peers mit gutem Hoch-/Herunterladeverhältnis („ratio“) zu erhöhen.
Dank der in der Version 2.3.0.0 hinzugefügten PeerExchange- und DHT-Funktion (Verteilte Hashtabelle; engl.: DHT – distributed hash table) sind Downloads auch dann möglich, wenn der Original-Tracker ausfällt, da dann Verbindungen zu Peers (Schwarmbildung) über DHT hergestellt werden können.
Ab Version 2.4.0.0 unterstützt Vuze (damals noch Azureus) eine Verschlüsselung, die helfen soll, dem Sniffing durch Provider zu entgehen.
Mit Zudeo startete Azureus eine Plattform zum Austausch von freien Videos und Musikstücken. Das Projekt wurde mit Azureus 3.0 fester Bestandteil des ursprünglichen Clients und am 5. April 2007 offiziell in Vuze umbenannt.
Durch die Integration von Vuze entstand eine Zäsur zwischen der letzten Version ohne Vuze (2.5.0.4) und den nachfolgenden Versionen mit Vuze (ab 3.0). Viele Benutzer bevorzugen die alte Version und haben deswegen nie ein Update auf eine Version mit Vuze vorgenommen. Laut den Statistiken einiger größerer Tracker erfreut sich Azureus 2.5.x weiterhin einer deutlich höheren Beliebtheit als Azureus 3.x. Allerdings kann auch in der neuesten Version die alte Oberfläche wieder eingestellt werden (über Tools → Konfiguration → Oberfläche → Start → Zeige Oberflächenauswahl).
Während der Changelog ab Version 3.0.4.0 (Dezember 2007) noch die Namen „Azureus Vuze“ parallel führte, wurde mit der Version 3.1.0.0 vom 16. Juni 2008 die Anwendung komplett auf „Vuze“ umgetauft. Auf der Homepage finden sich dazu die Slogans „Azureus – now called Vuze“ und „Vuze, formerly known as Azureus“.

## Auszeichnungen
- SourceForge würdigte Azureus im September 2004 besonders, indem man es zum Project of the Month kürte.[6]
- Im Rahmen des 2006 SourceForge.net Community Choice Awards wurde Azureus von der Benutzergemeinde auf den ersten Platz gewählt.[7]

## Kritik
Die Entwickler gerieten in die Kritik, als sich herausstellte, dass die Daten, die über die Nutzer der Software gesammelt werden, ausführlicher waren, als es dem Endbenutzer berichtet wurde. Diese Funktionen wurden allerdings mit der Version 2.5.0.4 entfernt, obwohl sich die Entwickler entschlossen hatten, nach der Version 2.5.0.2 keine Versionen mehr unter dem Namen Azureus zu veröffentlichen.